# Sture Fronæus
Sture Adolf Fronæus (* 5. Oktober 1916 in Borås; † 7. November 2009 in Lund) war ein schwedischer Chemiker.

## Leben
Fronæus studierte an der Universität Lund und legte 1947 dort das Lizentiat-Examen ab. Er disputierte mit seiner Arbeit Komplexsystem hos koppar: en potentiometrisk, spektrofotometrisk och polarimetrisk undersökning und wurde 1949 Doktor der Chemie. In Lund wurde er 1958 zum Professor der Chemie ernannt. Von 1964 bis 1982 hatte Fronæus eine Professur in Organischer Chemie inne. 1954 wurde er Mitglied der Königlichen Physiographischen Gesellschaft in Lund und 1974 zum Mitglied der Königlich Schwedischen Akademie der Wissenschaften ernannt.